# AMule
aMule是一个自由开源的P2P文件共享软件，遵循GNU通用公共许可证协议发布。类似于eMule。基于xMule和lMule。可应用eDonkey网络协议，也支持KAD网络。可在包括各种类Unix系统、Windows在内的多种操作系统下运行。

## 元件
完整的 aMule 有以下元件：
- amule（伺服器／用戶端）- aMule 的桌面程式
- amuled（伺服器）- 后台程序，可配合 amulecmd 或 amulegui 使用
- amulecmd（用戶端）- 可以在指令模式下使用
- amulegui（用戶端）- 在圖形介面下使用
- amuleweb（伺服器）- 打開後，可以在瀏覽器下使用 aMule
- ed2k（实用程序） - ed2k 链接处理器，浏览器可以通过该命令向 aMule 添加 ed2k 链接。
- alc（实用程序） - 计算文件 ed2k 链接的工具
- alcc（实用程序） - alc 的 CLI 版本

## 语言
目前aMule使用i18n，有28种语言界面供选择，包括简体和繁体中文。
aMule意为。

## DLP支援
动态反吸血驴保护（英文全称：Dynamic Leecher Protection, 英文缩写：DLP）是内建于 eMule Xtreme Mod 等一些 eMule 的修改版软体（即 eMule Mod）中的功能元件。在这些 eMule Mod 连线上 eDonkey 网路后，它会根据 DLP 函式库中的列表，侦测出吸血驴并对其做减分或遮蔽处理。
目前aMule尚未内建DLP功能，但仍然可用 aMule-dlp 版本加入。